# Physella johnsoni
Physella johnsoni är en snäckart som först beskrevs av Clench 1926.  Physella johnsoni ingår i släktet Physella och familjen blåssnäckor. Inga underarter finns listade i Catalogue of Life.